# Миклавж-при-Орможу
Миклавж-при-Орможу (словен. Miklavž pri Ormožu) — поселення в общині Ормож, Подравський регіон‎, Словенія.